# Saint-Martin-d'Arberoue
Saint-Martin-d'Arberoue är en kommun i departementet Pyrénées-Atlantiques i regionen Nouvelle-Aquitaine i sydvästra Frankrike. Kommunen ligger i kantonen Hasparren som tillhör arrondissementet Bayonne. År 2022 hade Saint-Martin-d'Arberoue 348 invånare.

## Befolkningsutveckling
Antalet invånare i kommunen Saint-Martin-d'Arberoue
| Referens: INSEE |